# Tri kopy
Tri kopy je výrazný skalní útvar v Roháčích, na hlavním hřebeni Západních Tater, mezi Hrubou kopou a Smutným sedlem. Skládá se ze tří samostatných vrcholků vzdálených od sebe asi 5 minut chůze.
Ze všech tří vrcholků jsou pěkné výhledy na obě strany Tater, na Liptov i Oravu.

## Přístup
Hřeben je v těchto místech poměrně exponovaný a jeho přechod je technicky i fyzicky náročný.
Přes vrchol vede červeně značená hřebenovka od Sivého vrchu po Pyšné sedlo. Ve směru od východu trvá výstup od Smutného sedla 35 minut, od západu z Baníkova 1:15 hodiny.

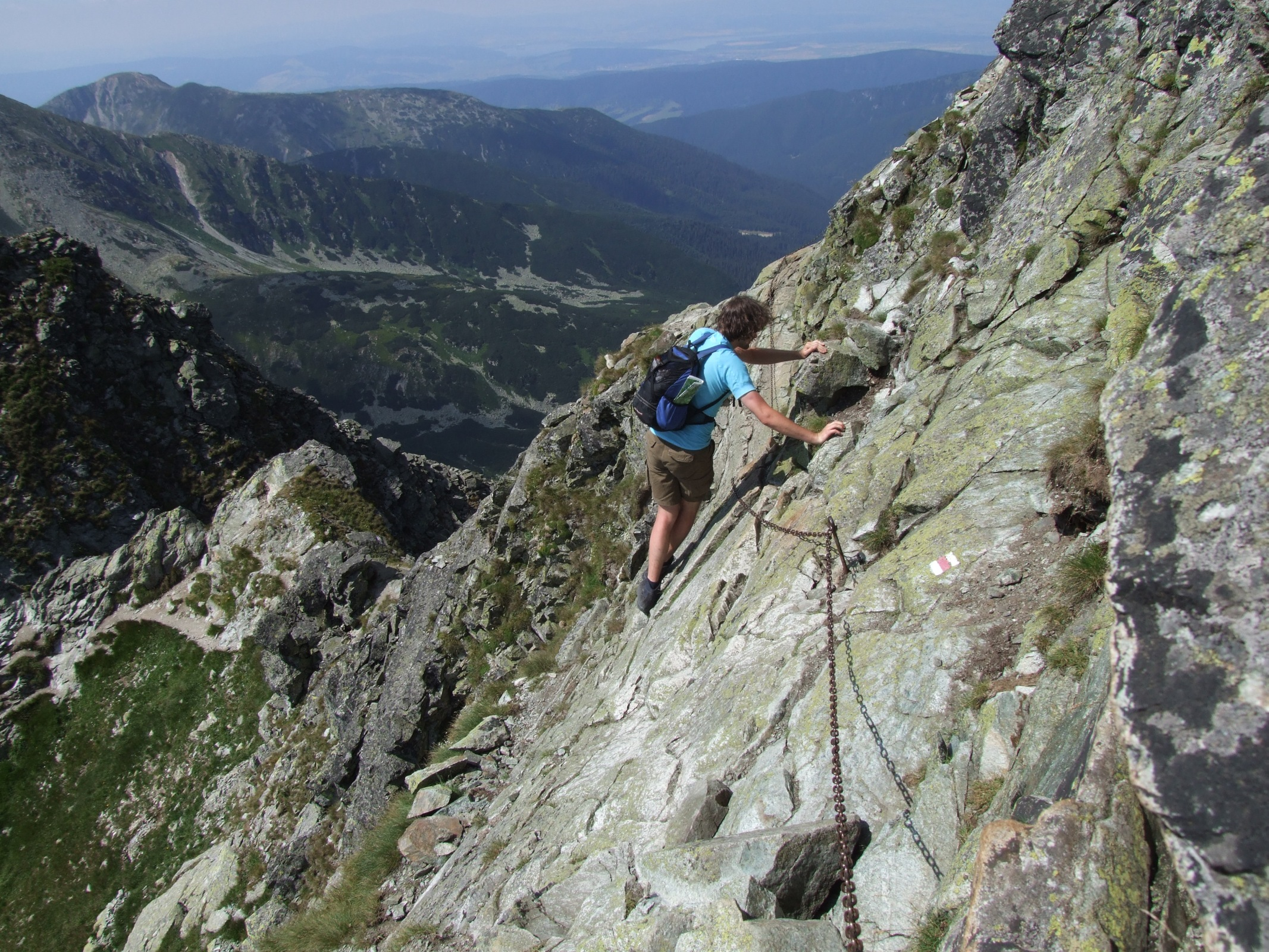
Zajištěná část cesty na Tri kopy